# Lukas Burckhardt
Hans Lukas «Cheese» Burckhardt (auch Burckhardt-Ruperti; * 13. Oktober 1924 in Basel; † 3. Mai 2018 ebenda) war ein Schweizer Rechtsanwalt, Politiker (LDP/LPS) und Jazzmusiker.

## Leben und Wirken

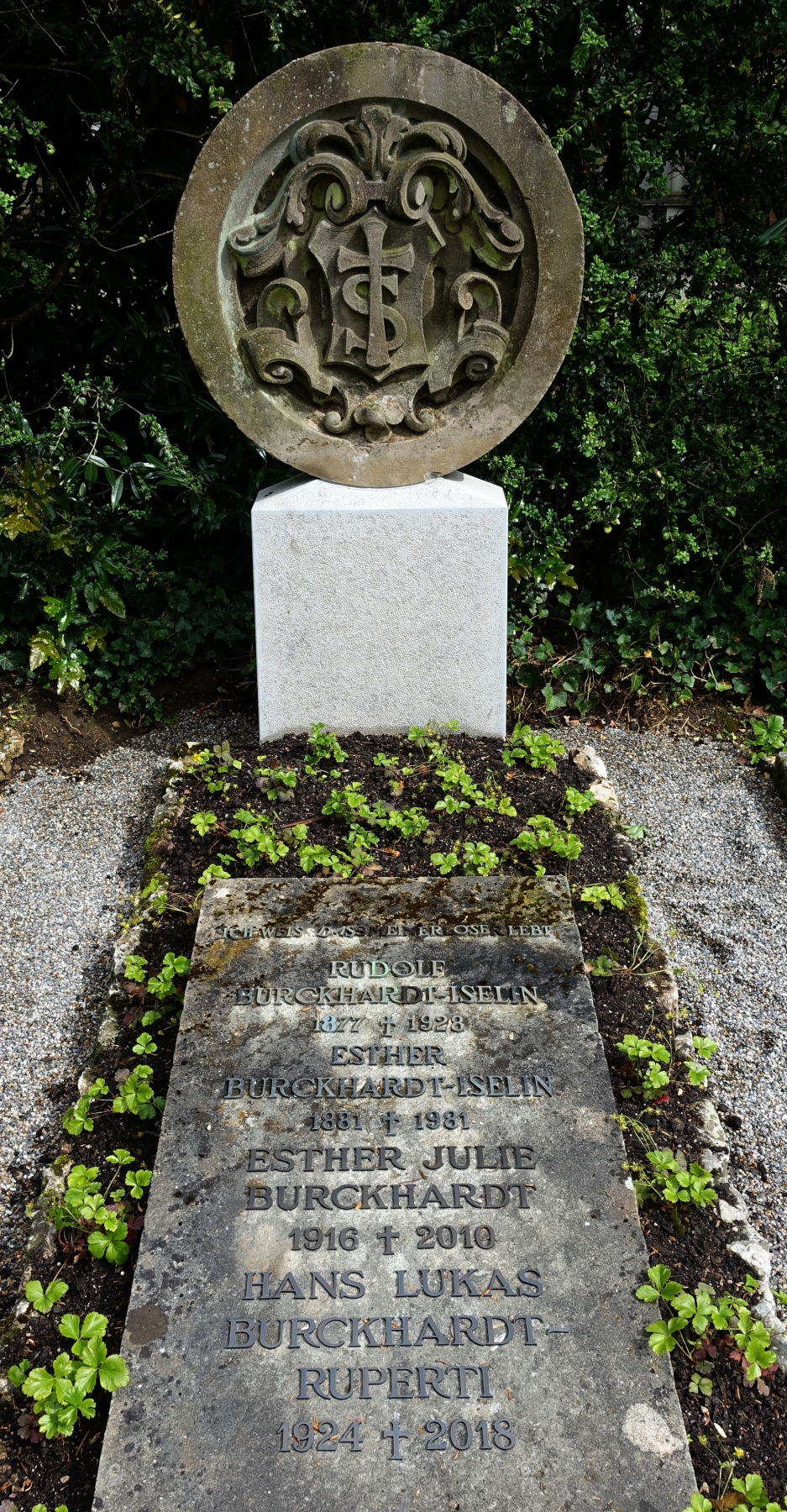
Familien Grab, Wolfgottesacker.

Burckhardt wuchs in Basel als Sohn des Seidenbandfabrikanten Daniel Rudolf Burckhardt  und dessen Ehegattin Esther Louise Burckhardt-Iselin auf. Er absolvierte die Matura am Humanistischen Gymnasium und studierte danach Rechtswissenschaften an der Universität Basel. 1948 heiratete er die bildende Künstlerin, Texterin und Journalistin Marischa Burckhardt. 
1949 promovierte Burckhardt in Basel und absolvierte 1952 die Anwaltsprüfung. 1954/55 absolvierte er einen Studienaufenthalt in den USA. 1954 wurde er in Basel  stellvertretender Staatsanwalt, 1958 ordentlicher Staatsanwalt. 1960 wurde er zum Präsidenten des Strafgerichts in Basel gewählt. 1962 wurde er zum Sonderbeauftragten des IKRK im Kongo ernannt.
Burckhardt gehörte, traditionell für die Angehörigen der Familie Burckhardt, der Liberal-Demokratischen Partei an. Er war von 1966 bis 1980 als Regierungsrat des Kantons Basel-Stadt tätig. Nach seinem Rücktritt war Burckhardt als Wirtschaftsberater und Bankratspräsident der Basler Kantonalbank tätig; zudem war er Präsident der Liberalen Partei der Schweiz.
Burckhardt war auch Hobby-Jazzmusiker und spielte Trompete und Kornett. 1943 trat er mit der College Swing Band in Basel auf; bei weiteren Engagements der Band als Tanzorchester in Basel spielte er auch Geige und Akkordeon. Auch war er im Café Java bei Jamsessions mit Remo Rau und Vibraphonist Body Buser zu hören; mit den Hardys nahm er eine erste Schallplatte auf (Jazz und Geistige Landesverteidigung). 1944 gehörte er zum Ensemble Varsity Club, das u. a. einen vollen Monat im Dancing Odeon auftrat. Am 12. Februar 1946 war Burckhardt Mitbegründer der Gugge 46, welche noch heute als weltweit zweitälteste Gugge aktiv ist. Um 1946 lernte er mit seinen Freunden den Bebop kennen; er begeisterte sich auch für den Modern Jazz und trat 1948 mit dem Swiss All Star Bebop Team beim Jazzfestival in Nizza auf (Schallplatte im gleichen Jahr in der Band von Francis Burger). Mit den Darktown Strutters spielte Burckhardt immer wieder Aufnahmen ein (zuerst 1950), auch mit Wild Bill Davison. Zudem komponierte er Fasnachtsmärsche, etwa den Jeannot Blues zur Eröffnung des Museum  Tinguely. Zwischen 1983 und 1995 moderierte er beim Lokalsender Radio Basilisk Jazzsendungen.

## Diskographische Hinweise
- Darktown Strutters (1950–1963)